# 충남탄전
충남탄전(忠南炭田, Chungnam Coalfield)은 대한민국 경기 육괴 내 충청남도 보령시 성주면, 웅천읍, 미산면, 오천면, 청양군, 부여군 외산면 지역에 걸쳐 있는 350 km2 규모의 석탄(무연탄) 산지로, 대동 누층군 남포층군과 기반암인 편마암으로 구성된다. 대동 누층군 남포층군(藍浦層群, Nampo Group)은 충남탄전에 분포하는 대동 누층군의 하위 지층으로, 밑에서부터 하조층(월명산층), 아미산층, 조계리층, 백운사층, 성주리층으로 구성된다. 충남탄전 지역 무연탄의 총 매장량은 3,200만 톤이다.

## 개요
대동 누층군(大同 累層群, Daedong Supergroup)은 중생대 쥐라기에 한반도 내 연천군, 김포시 김포 분지, 보령시 충남탄전, 단양군~영월군, 문경시 문경탄전 지역에 퇴적된 육성(陸成) 퇴적암 지층으로, 셰일과 사암, 역암으로 구성되며 무연탄을 포함한다. 이 지층에서는 무연탄과 식물 화석이 산출된다.
충남탄전은 충청남도 보령시, 청양군, 부여군에 걸쳐 있는 무연탄 산지로, 중생대 쥐라기 대동 누층군 남포층군(藍浦層群, Nampo Group)으로 구성된다. 남포층군은 현재 하조층, 아미산층, 조계리층, 백운사층, 성주리층으로 구분된다. 무연탄을 함유한 지층은 아미산층과 백운사층으로 아미산층에 3매, 백운사층에 2매의 가행 가능한 무연탄층이 협재된다. 이들 무연탄 지층의 두께는 극히 불규칙하며 0.3~2 m 이상에 달한다. 석탄의 발열량은 평안 누층군의 석탄보다 낮으며 약 2,000~6,000 Cal, 평균 5,000 Cal 이다.
충남탄전에서 대동 누층군은 보령시 성주면을 중심으로 성주면, 웅천읍, 미산면, 부여군 외산면, 청양군 일대 지역('성주 지역')에 넓게 분포하고, 성주면의 주 분포지 북서부의 보령시 오천면~천북면(이하 '오천 지역')과 오서산 지역(이하 '오서산 지역')에도 소규모 분포한다. 에가와 코우스케와 이용일(2006)의 조사 결과 오천·오서산 지역의 남포층군은 성주면 지역의 주 분포지와 잘 대비되나, 오천 지역에는 남포층군 최상부의 성주리층이 출현하지 않으며 오서산 지역에서는 하조층이 압쇄암화되어 있는 등의 차이점이 있다. 남포층군의 전체 두께는 오천면 지역에서 3,350 m, 오서산 지역에서 4,650 m 이다. 성주, 오천, 오서산 3개 지역의 분지 충전물은 각기 독립된 아분지(subbasin)에 퇴적된 것으로 해석되기도 했지만 동일한 남포층군으로 명명되어 있다.

### 연구사
일제 강점기인 1931년 조선총독부 식산국의 일본인 지질학자 시마무라 신베이(島村新兵衛)가 최초로 충청남도 대천, 보령, 청양, 부여 지역의 지질을 조사하였으며 남포층군을 밑에서부터 월명산층, 아미산층, 개화리 역암층, 백운사층, 평리 역암층, 옥마산층으로 구분하였다. 이후 대한민국 상공부(1974) 등이 무연탄 자원 개발과 고생물학을 중심으로 연구를 수행하였다. 김봉균(1976)은 충남탄전에 대해 고생물학적 연구를 실시하여 충남탄전 내 식물 화석을 수집하고, 아미산층의 흑색 점판암 내에서 Estheria 식물 화석을 다수 발견하였다. 김동숙(1981)은 충남탄전 내 보령시 성주면 지역의 지질을 조사하고 이 일대에 분포한 남포층군 각 지층의 암상과 습곡과 단층 구조를 기재하였다. 유강민과 이영주(1992)는 충남탄전 남포층군 내 사암의 광물조성을 분석하여 이를 토대로 대동 누층군의 근원암은 주로 석영질 암석이라고 결론 지었다. 대동 누층군 사암의 주 성분은 석영으로 전체의 66.5%를 차지한다.

### 지질시대
민경덕 외(1992)는 성주 지역 남포층군의 잔류자기를 조사하여 아미산층에서 정자화 성분이, 조계리층~백운사층 구간에서 정자화 및 역자화 성분이 동시에 나타나고 성주리층에서 다시 정자화 성분이 나타나는 것을 확인하여 남포층군은 생성 당시 적도에 가까운 저위도(북위 5.6°)에 있었으며 트라이아스기 후기~쥐라기 전기에 대비된다고 보았다.
전희진 외(2007)은 남포층군의 사암과 응회암 내 저어콘의 SHRIMP U-Pb 연대측정으로 남포층군의 절대연대를 187-172 Ma (쥐라기 전기 플리엔스바치안~중기 알레니안)으로 보고하였다. 아미산층 사암에서 퇴적시기의 최대하한을 지시하는 약 221 Ma 의저어콘 U-Pb 연대가 보고
박승익 외(2018)는 오서산 지역의 응회암에서 약 178~172 Ma (쥐라기 전기~중기)의 저어콘 U-Pb 절대연령을 보고하였다.

### 환경 오염
충남탄전의 탄질셰일 중에는 인체에 유해한 영향을 줄 수 있는 바륨, 코발트, 구리, 니켈, 납, 우라늄, 토륨 등의 미량원소가 포함되어 있으며 2~20배 정도 부화(富化)되어 있어, 채광 활동 중에 주변 지역이 오염되었을 가능성이 있다.

## 남포층군

### 하조층
하조층(下鳥層, Hajo Formation), 과거의 월명산층(月明山層, Wolmyeongsan Formation)은 남포층군의 최하부 지층으로 보령시 미산면 봉성리 하조 마을 또는 보령시 미산면 도흥리의 월명산(543 m)을 표식지로 한다. 
성주 지역의 하조층은 주로 역암과 사암으로 구성되며 역암의 자갈은 선캄브리아기 변성암에서 유래되었는데, 자갈의 62%는 편암이며 38%는 규암, 석영질사암, 석영맥 등이다. 기반암 위에 부정합으로 놓이며 월명산 일대에 넓게 분포하고 북쪽으로 갈수록 좁아지며, 지층의 두께는 약 400 m 이다.
오천 지역의 하조층은 오천면 오포리 서부에만 290 m 두께로 발달한다. 이 지역의 하조층은 분급이 불량한 역암으로 구성되며 자갈은 원마도가 높은 규암이나 편마암으로 구성된다. 또한 박층의 사암을 수 매 협재하는데 상부로 갈수록 자갈의 크기가 감소하고 사암이 우세해지며 아미산층으로 점이한다. 하조층 최하부의 역암과 사암은 심하게 압쇄암화되어 있어 일차적인 퇴적 구조는 잘 보이지 않는다.
오서산 지역의 하조층은 주포면 보령리 지역에만 300 m 두께로 발달하며 역암으로 구성된다. 이 지역의 하조층은 분급이 불량한 역암으로 구성되며 자갈은 원마도가 높은 화산암 내지 편마암으로 구성된다.

### 아미산층
아미산층(峨嵋山層, Amisan Formation)은 보령시 미산면 풍계리 동측의 아미산(638 m)을 표식지로 하는 지층으로 암회색 사암, 장석질(알코스질)사암, 흑색 셰일과 무연탄으로 구성된다. 지층의 두께는 1,000 m 내외이며 식물 화석이 산출된다. 김동숙(1981)에 의하면 아미산층은 성주리 향사와 도화담 배사 습곡에 의해 반복 분포하며 5~11매의 무연탄이 협재하고 암상에 의해 하부사암대, 하부셰일대, 중부사암대, 중부셰일대, 상부사암대로 구분된다. 하부사암대는 주로 (담)회색 조립 장석질사암과 회색 중립사암으로 구성되고 박층의 역질사암과 셰일, 1~2매의 무연탄이 협재된다. 하부셰일대는 주로 흑색 셰일로 구성되고 박층의 암회색 세립사암과 1~3매의 무연탄층이 협재된다. 중부에는 비대칭적인 연흔과 사층리 구조가 관찰되어 호소(湖沼) 환경을 지시한다. 상부사암대는 주로 회색 중립~조립사암과 셰일 및 각력사암으로 구성되고 국지적으로 2~4매의 무연탄이 협재된다.

### 조계리층
조계리층(造溪里層, Jogyeri Formation)은 풍화에 강한 규암 역이 포함된 역암과 조립사암으로 구성되며 두께는 200 m 내외이다. 김동숙(1981)은 암상적으로 장석을 함유한 각력사암대와 역암대로 구분하였다. 전자는 함(含)장석 각력사암으로 구성되며 셰일과 2~4매의 무연탄이 협재된다. 후자는 역암으로 구성되고 사암과 셰일, 1~2매의 무연탄이 협재되며 하성(河成) 퇴적 환경에서 형성된 5~8회의 윤회층이다.
충청남도 청양군의 남포층군 조계리층의 상부 역암대에서는 규화목 화석이 산출되며, Xenoxylon sp. 및 Dadoxylon sp. 2종의 화석이 발견되었다. Xenoxylon 목재는 상부 트라이아스기에서 상부 백악기까지 나타나는 전형적인 중생대형 목재이다. 조계리층 목재 화석은 침철석으로 구성되며 산화 철(III)가 우세하다.
오천 지역의 조계리층은 천북면 낙동리 빙도~보령시 주교면 송학리 지역에 분포하며 밑에서부터 하부 역암층, 하부 사암층, 상부 각력암층, 상부 사암층으로 구성된다. 하부 역암층은 기반암 기원의 편마암과 편암의 자갈을 함유하며 두께는 100 m 이다. 하부 사암층은 조립/중립사암으로 구성되며 역질사암이 협재되고 두께는 100 m 이다. 상부 각력암층은 아미산층에서 기원한 흑색 셰일과 조립사암의 기질로 구성되며 두께는 90 m 이다. 상부 사암층은 조립/중립사암으로 구성되며 사층리가 관찰되고 백운사층으로 점이한다.
오서산 지역의 조계리층은 홍성군 장곡면에서 보령시 청라면, 오봉산(272 m) 대천동까지 북동-남서 방향으로 분포하며 밑에서부터 하부 역암층, 하부 사암층, 중부 응회암층, 상부 역암층, 상부 사암층으로 구성된다. 오서산 지역 조계리층의 두께는 1,660 m 이며 아미산층 위에 놓이지만 곳에 따라 조계리층이 기반암을 직접 부정합으로 덮는 경우도 있다. 사암층의 사암은 중립 내지 조립이며 상부 사암층에는 사층리가 나타나고 박층의 역암과 무연탄 내지 탄질셰일이 협재된다.
보령시 대천해수욕장 남쪽 끝 해안과 서천군 서면 마량리 지역에는 변성퇴적암이 분포하는데 송용선 외(2008)는 이 지층이 조계리층에 해당한다고 보았다. 대천해수욕장 지역의 노두는 변성된 역암, 역질사암, 사암의 호층과 천매암화된 셰일로 구성된다. 엽리와 층리는 상당한 각도로 사교하며 횡와 습곡으로 인해 역암, 사암, 셰일이 반복 출현한다. 서천군 마량리 지역의 노두는 서천 지질도폭(1963)에서 내도둔층으로 기재된 변성퇴적암이며 변성된 역암, 역질사암, 사암 및 셰일의 호층으로 구성된다. 천매암의 흑운모에 대한 칼륨-아르곤 연대 측정 결과는 143.2±3.6 Ma, 122.6±2.4 Ma 및 124.8±2.4 Ma 으로 송용선은 기 보고된 남포층군의 퇴적시기와 종합해 남포층군은 퇴적 직후인 175 Ma 부근에 중첩된 충상단층 운동으로 지각 두께가 증가하였고 약 150 Ma에 지각 확장에 의한 정단층 운동으로 융기와 침식이 시작되어 140 Ma에 280°C 까지 냉각된 것으로 추정하였다.

### 백운사층
백운사층(白雲寺層, Baegunsa Formation)은 성주 지역 보령시 성주면 성주리의 백운사 지역을 표식지로 하여 성주 지역에서 성주리 향심습곡에 의해 타원형으로 분포하며 흑색 및 (암)회색의 중립 내지 세립 장석질(알코스질)사암과 흑색 셰일의 호층으로 구성되며 2~3매의 무연탄이 협재되고 지층의 전체 두께는 300 m 정도이다. 김동숙(1981)은 백운사층을 역암, 알코스질사암, 실트스톤의 호층으로 구성된 하부와 셰일, 실트스톤, 세립사암으로 구성되며 3~5매의 무연탄이 20~30 m 간격으로 협재된 상부로 구분하였다.
오천 지역의 백운사층은 천북면 낙동리 빙도에서 오천면 갈현리, 연지리를 지나 주교면 은포리까지 분포하며 하부 셰일층과 상부 사암층으로 구성된다. 두 층 모두 탄질셰일과 무연탄을 협재하며 상부 사암층에는 응회암이 협재된다. 지층의 전체 두께는 600~860 m 이다.
오서산 지역의 백운사층은 청양군 화성면 화암리에서 보령시 청라면 옥계리, 봉황산(259 m) 지역까지 북동-남서 방향으로 분포하며 하부 사암층, 중부 셰일층, 상부 사암층으로 구성된다. 하부 사암층은 조립사암과 흑색 셰일로 구성되며 응회암과 역암을 협재한다. 중부 셰일층은 흑색 내지 암회색 셰일과 중립 내지 세립사암이 교호하며 6매 이상의 무연탄과 탄질셰일이 협재되고 식물 화석이 포함된다. 상부 사암층은 중립 내지 조립사암과 셰일이 교호하며 역암이 협재된다. 지층의 전체 두께는 1,350 m 이다.

### 성주리층
성주리층(聖住里層, Seongjuri Formation)은 남포층군의 최상부 지층으로 보령시 성주면 성주리 지역을 표식지로 하여 타원형으로 분포하며 주로 장석질(알코스질)조립사암 내지 함력 조립사암으로 구성되고 셰일이 협재된다. 사암에는 연흔과 사층리가 관찰된다. 풍화에 약해 성주리와 웅천읍 일대에서 저지대를 형성한다. 지층의 두께는 그 상한이 침식 소멸되어 전체 두께는 알 수 없으나 성주리에서 200 m, 남포 지구에서 500 m 정도이다. 오서산 지역의 성주리층은 보령시 청라면 청천저수지 부근에 분포하며 역암과 사암으로 구성된다. 지층의 전체 두께는 300 m 이다.

### 석재자원
충남탄전 내 대동 누층군 남포층군에서 산출되는 흑색 사암과 흑색 셰일은 고려 시대부터 남포현에서 산출되어 각각 남포석(藍浦)/오석(烏石)과 청석(靑石)이라 불렸으며 암석이 견고하여 기념비, 묘비석 및 벼루로 사용되는 석재 자원이다. 흑색 사암은 대동 누층군 아미산층, 조계리층, 백운사층 및 성주리층 내에 1~10 m 두께로 발달하며 주로 백운사층과 성주리층의 흑색 사암이 주 가행 대상이 된다.

## 지질구조
김동숙(1981)은 성주면 지역에서 다수의 습곡과 단층 구조를 보고하였다. 이들 지질구조의 방향은 대체로 북동-남서 뱡향이다. 웅천 향사는 웅천읍~성주면 지역에 북동-남서 방향으로 발달하며 대체로 남부에서 대칭 습곡이나 북부에서 등사 습곡이다. 미산면 도화담리에서 만수산 지역까지 북동-남서 방향으로 발달하며 남부에서 경사 습곡이고 북부에서 역전된 등사 습곡의 형태를 보인다.

### 오천 단층
오천 스러스트 단층(Ocheon Fault)은 보령시 천북면 낙동리 빙도 지역에서 오천면 갈현리와 연지리를 지나 은포리로 이어지는 북북동-남남서 주향의 단층으로 오천 지역의 남포층군 백운사층과 기반암이 접하게 한다. 오서산 지역의 남포층군은 기반암과 청라 단층으로 접한다.
오천 지역의 남포층군은 밑에서부터 하조층, 조계리층, 백운사층으로 구성되고 태안층 및 정편마암 위에 부정합으로 놓여 있으며 이 기반암들과 함께 역전되어 있다. 태안층 위에 놓인 남포층군 하조층은 강한 연성 작용을 받았으며 하조층 최상부는 오천 스러스트 단층을 따라 정편마암, 태안층 및 남포층군 조계리층, 백운사층으로 구성된 스러스트 판(sheet)의 기저와 접한다. 이 오천 스러스트 판 내에는 다수의 습곡이 발달하며 이러한 습곡과 충상단층의 발달은 남포층군이 대보 조산운동 시기 북서-남동 방향의 압축운동을 받았음을 지시한다. 야외조사 결과 기반암인 정편마암이 남포층군 퇴적 이전에 태안층 위로 충상하였을 가능성이 크며, 이는 오천 스러스트 단층이 고기의 단층을 재활성하여 형성되었음을 지시한다.

### 청라 단층
청라 단층은 대략 홍성군 장곡면 옥계리에서 오서산 남동부, 청라면 옥계리, 청천저수지를 지나 보령시 대천동으로 이어지는 북동-남서 주향의 단층으로 오서산 지역의 남포층군 조계리층, 백운사층, 성주리층과 기반암이 접하게 한다.

### 장산 단층
박승익과 노정래(2015)는 오서산 지역에서 남포층군(조계리층, 백운사층, 성주리층)을 북서쪽으로 이동시켜 화산쇄설암/응회암질 퇴적암 및 기반암 상위로 충상시킨 새로운 단층을 보고하고 이를 장산 단층(Jangsan fault)으로 명명하였다. 청천저수지 북서부에서 기반암을 잘라 북서측으로 이동시킨 단경단층(shortcut fault)이 발견되어 장산 단층은 분지의 구조역전(structural inversion)이 일어났음을 지시한다.

### 대치 단층
대치 단층은 청양군 대치면 개곡리에서 운곡면 위라리까지 연장되며 대체로 남-북 주향에 동쪽으로 70° 경사하는 정단층이다.

## 충남탄전의 연장부

### 서천군
서천 지질도폭(1963)에서는 서천군 지역에서 대동계 희이산층과 문수산층의 분포를 기재하였으며 전자를 월명산층, 후자를 아미산층에 대비하였다.
서천 지질도폭의 희리산층(Hwiisan Formation)은 월명산층에 대비되며 서천군 판교면 심동리, 상좌리, 희리산(326 m) 동측, 종천면 화산리 지역에 문수산층 분포지의 동측을 따라 대상 분포한다. 희리산층의 하부는 주로 역암으로 구성되고 상부는 역암과 사암의 호층으로 구성된다. 역암의 자갈은 장경 1~2 cm의 백색 내지 흑색의 규암이며 사암이나 흑색 셰일, 점판암이 혼재된 경우도 있다. 지층의 주향은 대략 북북서 내지 북북동 방향이며 경사는 남서 30~40° 이나 종천면 지역에서는 남방으로 침강하는 향사 습곡 구조로 인해 지층이 굽어 있다. 지층의 두께는 300~350 m 이다.
서천 지질도폭의 문수산층(Munsusan Formation)은 아미산층에 대비되며 희리산층을 정합으로 덮고 서천군 비인면 성산리 동부~문수산(311 m, 서천군 종천면 종천리), 비인면 성북리~관리, 서천군 서면 3개 지역에 단층으로 격리되어 분포한다. 흑색 내지 암회색 셰일, 사질셰일, (암)회색 사암으로 구성되며 흑색 셰일 내에는 식물 화석이 발달하고 무연탄을 협재하며 비인면 성내리 월명산(295 m) 부근에는 각력암이 발달한다.

### 군산시
군산시 해망동~점방산(135 m)~옥구읍 선제리~영병산(116 m) 지역에는 저변성 내지 비변성의 이암, 사암, 역암 지층이 대략 남-북 방향으로 발달하고 있는데 군산 지질도폭(2013)에서는 이 퇴적암을 충남탄전 지역 남포층군의 연장으로 추정하였다. 군산 지질도폭에서는 이 퇴적암을 아미산층에 대비되는 '이암 및 사암'층과 조계리층에 대비되는 '역암 및 이암'으로 구분하였다.
'이암 및 사암'층은 충남탄전의 아미산층에 대비되는 지층으로 군산시 해망동에서 군산대학교를 지나 옥구읍 선제리, 영병산(116 m)까지 남-북 방향으로 길게 분포하며 지층의 동쪽과 서쪽에 있는 신원생대 금성리층 및 백악기 산북동층과 단층으로 접한다. 이암 및 사암층은 주로 암회색 이암으로 구성되고 세립 내지 중립질사암이 협재되나 옥구읍 선제리 동마산 동쪽과 월명저수지 서쪽 소룡동 지역에서는 암회색 이암과 담회색 사암이 교호한다. 암회색 이암은 일부 지역에서 천매암화되어 있다.
'역암 및 이암'층은 충남탄전의 조계리층에 대비되는 지층으로 군산시 소룡동 월명저수지 일대와 옥구읍 오곡리, 어은리 일대에 국지적으로 분포한다. 역암, 역질사암, 암회색 이암, 사암 등으로 구성되며 영병산 임도에서는 암회색 이암에 역암과 역질사암이 협재되고 옥구읍 오곡리 신장마을 입구에서는 비교적 큰 자갈로 구성된 역암이 관찰된다.
| 시마무라 신베이 (1931) | 서천 지질도폭 ('63) | 국립지질조사소 ('65) | 서울대학교 ('66) | KCC ('71)   | KCC ('71) | 동아응용지질 ('74) | 동아응용지질 ('74) | 김봉균 ('76) | 자원개발연구소 ('80) | 자원개발연구소 ('80) | 탄전정밀조사 ('81) | 탄전정밀조사 ('81)   |
| ---------------------- | ------------------- | -------------------- | ---------------- | ----------- | --------- | ------------------ | ------------------ | ------------ | -------------------- | -------------------- | ------------------ | -------------------- |
| 옥마산층 평리 역암층   | 지층 없음           | 백운사층             | 성주리층         | 성주리층    | 성주리층  | 성주리층           | 성주리층           | 성주리층     | 성주리층             | 성주리층             | 성주리층           | 성주리층             |
| 백운사층 개화리 역암층 | 지층 없음           | 백운사층             | 조계리 역암층    | 백 운 사 층 | 상층      | 백운사층           | 백운사층           | 백운사층     | 백운사층             | 백운사층             | 백 운 사 층        | 사암-셰일 호층대     |
| 백운사층 개화리 역암층 | 지층 없음           | 백운사층             | 조계리 역암층    | 백 운 사 층 | 중층      | 조 계 리 층        | 상부 역암대        | 조계리층     | 백운사층             | 백운사층             | 백 운 사 층        | 역질사암-사암 호층대 |
| 백운사층 개화리 역암층 | 지층 없음           | 백운사층             | 조계리 역암층    | 백 운 사 층 | 하층      | 조 계 리 층        | 중부 호층대        | 조계리층     | 조 계 리 층          | 역암대               | 조계리층           | 조계리층             |
| 백운사층 개화리 역암층 | 지층 없음           | 개화리 역암층        | 조계리 역암층    | 개화리층    | 개화리층  | 조 계 리 층        | 하부 역암대        | 조계리층     | 조 계 리 층          | 각력암대             | 아 미 산 층        | 함각력대             |
| 아미산층               | 문수산층            | 아미산층             | 아미산층         | 아미산층    | 아미산층  | 아 미 산 층        | 상부               | 아미산층     | 아 미 산 층          | 사암대               | 아 미 산 층        | 사암대               |
| 아미산층               | 문수산층            | 아미산층             | 아미산층         | 아미산층    | 아미산층  | 아 미 산 층        | 하부               | 아미산층     | 아 미 산 층          | 중부셰일대           | 아 미 산 층        | 사암-셰일 호층대     |
| 아미산층               | 문수산층            | 아미산층             | 아미산층         | 아미산층    | 아미산층  | 아 미 산 층        | 하부               | 아미산층     | 아 미 산 층          | 중부사암대           | 아 미 산 층        | 사암-셰일 호층대     |
| 아미산층               | 문수산층            | 아미산층             | 아미산층         | 아미산층    | 아미산층  | 아 미 산 층        | 하부               | 아미산층     | 아 미 산 층          | 하부셰일대           | 아 미 산 층        | 하부셰일대           |
| 아미산층               | 문수산층            | 아미산층             | 아미산층         | 아미산층    | 아미산층  | 아 미 산 층        | 하부               | 아미산층     | 아 미 산 층          | 하부사암대           | 아 미 산 층        | 하부셰일대           |
| 월명산층               | 희리산층            | 월명산층             | 월명산층         | 아미산층    | 아미산층  | 하조층             | 하조층             | 하조층       | 하조층               | 하조층               | 하조층             | 하조층               |

## 같이 보기
- 대동 누층군
- 보령시의 지질
- 청양군의 지질
- 부여군의 지질
- 강릉탄전
- 삼척탄전
- 문경탄전